# 나의 연인에게
《나의 연인에게》(영어: Copilot)는 2021년에 개봉한 독일, 프랑스, 레바논의 로맨스, 드라마 영화이다.
 앤 조라 베라치드가 감독을 스테파니 미스라히가 각본을 맡았다.
 독일은 2021년 8월 12일에 대한민국은 2023년 3월 29일에 개봉되었다.

## 줄거리
독일에서 유학 중인 튀르키예 출신의 의대생 아슬리와

파일럿을 꿈꾸는 레바논 출신의 치의대생 사이드는 사랑에 빠지고

우여곡절 끝에 사랑만으로 아슬리와 사이드는 결혼을 하게 된다

그러나 어느날 사이드는 아슬리에게 자신이 떠난 것도 비밀로 해 달라며

떠나게 되고 연락이 두절되는데...

## 출연진

### 주연
- 카난 키르 - 아슬리 역
- 로저 아자르 - 사이드 역

### 조연
- 다리나 엘 준디 - 슐레이마 역
- 외차이 페히트
- 세시 추 - 줄리아 역